# Batalla de Yangcheng
La batalla de Yangcheng fou una batalla entre Zhou Ang sota ordres de Yuan Shao i Sun Jian sota ordres de Yuan Shu juntament amb Gongsun Yue en Yangcheng l'any 191, durant el preludi del període dels Tres Regnes a la Xina. Les forces de Yuan Shao tingueren primer un mà a mà contra les forces de Sun Jian, però foren retrocedides de nou amb contraatac de la força de Sun Jian.
Després d'haver estat impactat per una fletxa, Gongsun Yue mor. Gongsun Zan assenyala a Yuan Shao com responsable de la seua mort, i declara la guerra contra Yuan Shao, el que porta a la batalla de Jieqiao.